# Batavia (New York)
Pour les articles homonymes, voir Batavia.
La ville de Batavia est le siège du comté de Genesee, situé dans l'État de New York, aux États-Unis. Sa population s’élevait à 15 465 habitants lors du recensement de 2010, estimée à 14 661 habitants en 2017.

## Démographie
| Groupe                           | Batavia | New York | États-Unis |
| -------------------------------- | ------- | -------- | ---------- |
| Blancs                           | 89,4    | 66,8     | 72,4       |
| Afro-Américains                  | 5,4     | 15,9     | 12,6       |
| Métis                            | 3,3     | 3,0      | 2,9        |
| Autres                           | 0,7     | 7,5      | 6,4        |
| Asiatiques                       | 0,8     | 7,3      | 4,8        |
| Amérindiens                      | 0,4     | 0,6      | 0,9        |
| Total                            | 100     | 100      | 100        |
|                                  |         |          |            |
| Hispaniques et Latino-Américains | 3,0     | 17,6     | 16,7       |